# 254
Cette page concerne l'année 254  du calendrier julien. Pour l'année 254 av. J.-C., voir 254 av. J.-C. Pour le nombre 254, voir 254 (nombre).
L'année 254 est une année commune qui commence un dimanche.

## Événements
- 12 mai : début du pontificat d'Étienne Ier, jusqu’en 257[1]. Étienne affirme contre Cyprien de Carthage la validité du baptême des novatianistes, les réconciliant par simple imposition des mains[2].
- 2 novembre : début du règne de Cao Mao, empereur des Wei (fin en 260)[3].

- Victoire probable de Gallien contre les Marcomans en Pannonie ; il installe son quartier général à Viminacium où il est en 255[4].

## Décès en 254
- 5 mars : Lucius Ier, pape, de mort naturelle.